# Кум Моргана
«Кум Моргана» — радянський комедійний чорно-білий художній фільм 1969, знятий режисерами Арманом Манаряном і Яковом Іскударяном на Студії телефільмів «Єреван».

## Сюжет
За однойменною п'єсою А. Ширванзаде. Про збанкрутілого мільйонера, який мріє поріднитися з родиною Морганів. Дія відбувається після революції, у Парижі, серед вірменських емігрантів.

## У ролях
- Авет Аветісян — Жорж Мінтоєв
- Жирайр Аветісян — Жорж Мінтоєв
- Тетяна Гаврилова — Наташа
- Вардуї Вардересян — Магтах
- Верджалуйс Мириджанян — гість
- Вахінак Маргуні — гість
- Евеліна Шаїрян — Колетта, служанка
- Левон Карагезян — гість
- Саркіс Чрчян — офіціант
- Карен Джанібекян — офіціант
- Венера Акопян — мадам Помпадур
- Степан Арутюнян — гравець
- Євгенія Манвелян — гадалка
- Валентин Подпомогов — Морган
- Жан Срапян — круп'є
- Ліпаріт Аракелян — епізод
- Геворг Асланян — епізод
- В. Борисов — епізод
- Т. Вопян — епізод
- Т. Овакімян — епізод
- Жанна Аветісян — Анна
- Давид Гулазян — епізод
- Мелітос Казарян — гравець
- Олександр Оганесян — епізод

## Знімальна група
- Режисери — Арман Манарян, Яків Іскударян
- Сценарист — Арман Манарян
- Оператор — Левон Атоянц
- Композитор — Степан Шакарян
- Художник — Валентин Подпомогов